# Tip O’Neill Award

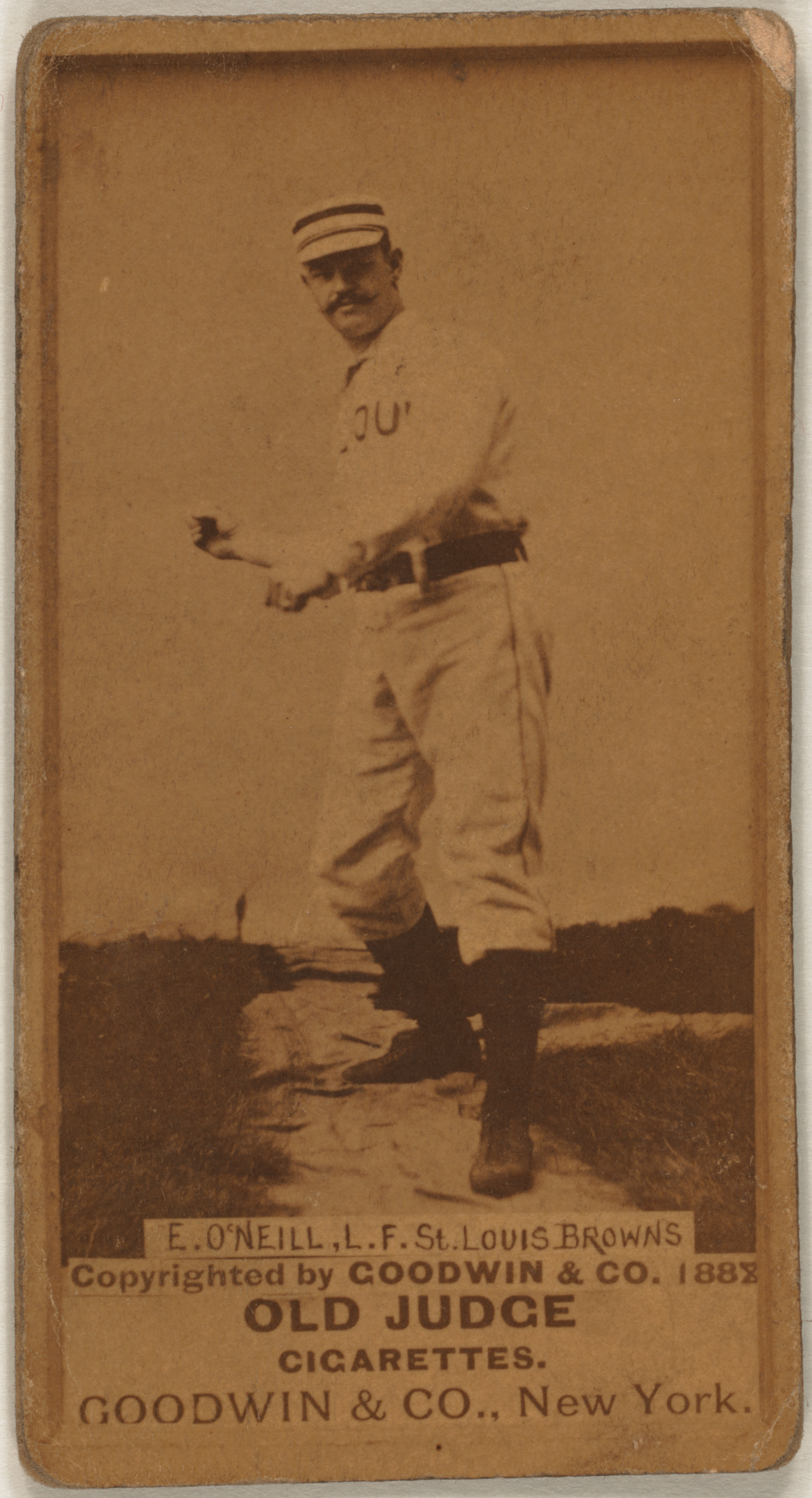
Tip O’Neill – członek Canadian Baseball Hall of Fame, od którego pochodzi nazwa nagrody.

Tip O’Neill Award – nagroda nadawana corocznie przez Canadian Baseball Hall of Fame, dla zawodnika urodzonego w Kanadzie, który przyczynił się do sukcesu zespołu. Nazwana na cześć kanadyjskiego baseballisty, członka Kanadyjskiej Galerii Sław Baseballu, Jamesa "Tipa" O’Neilla.

## Laureaci

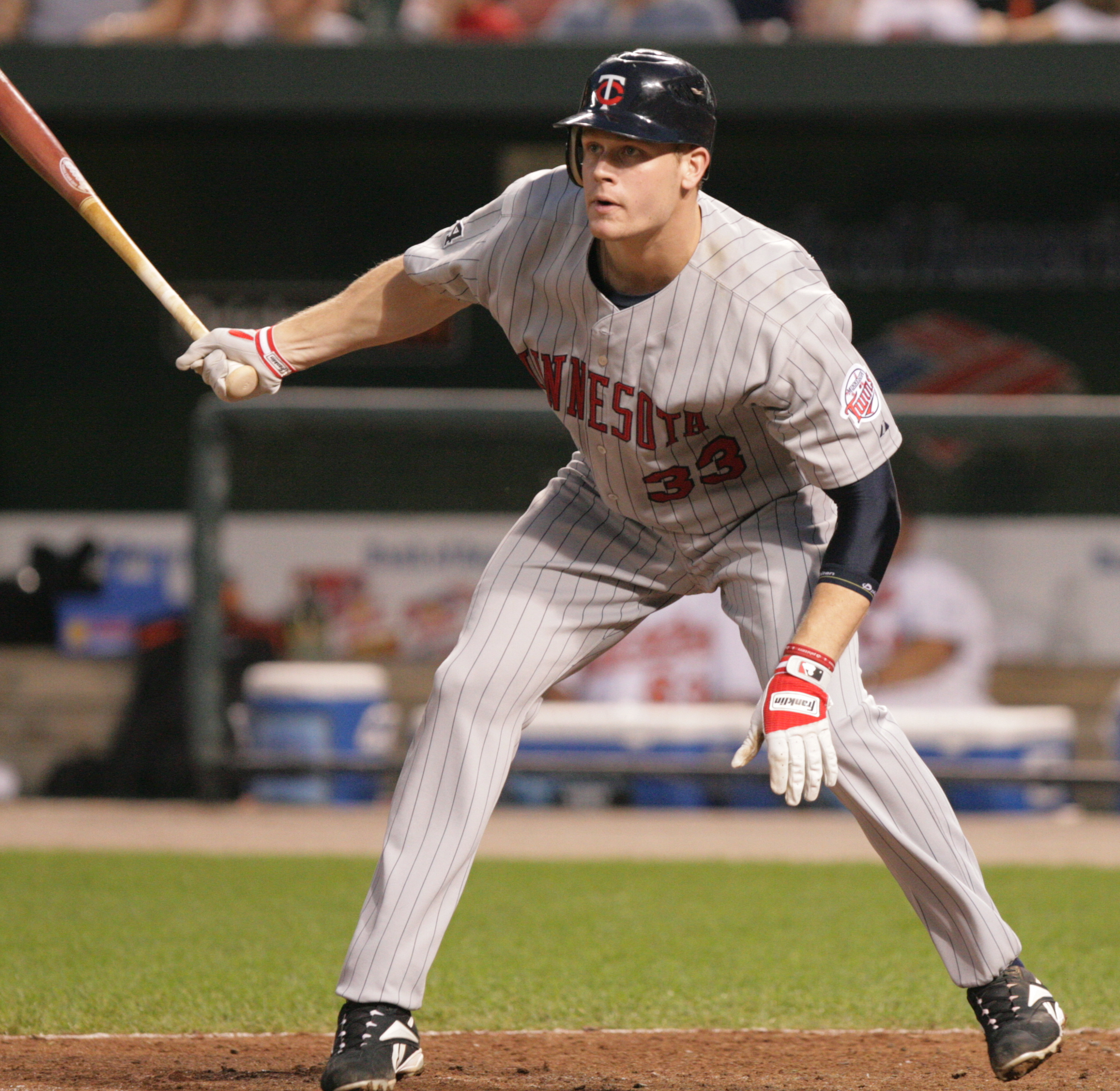
Justin Morneau

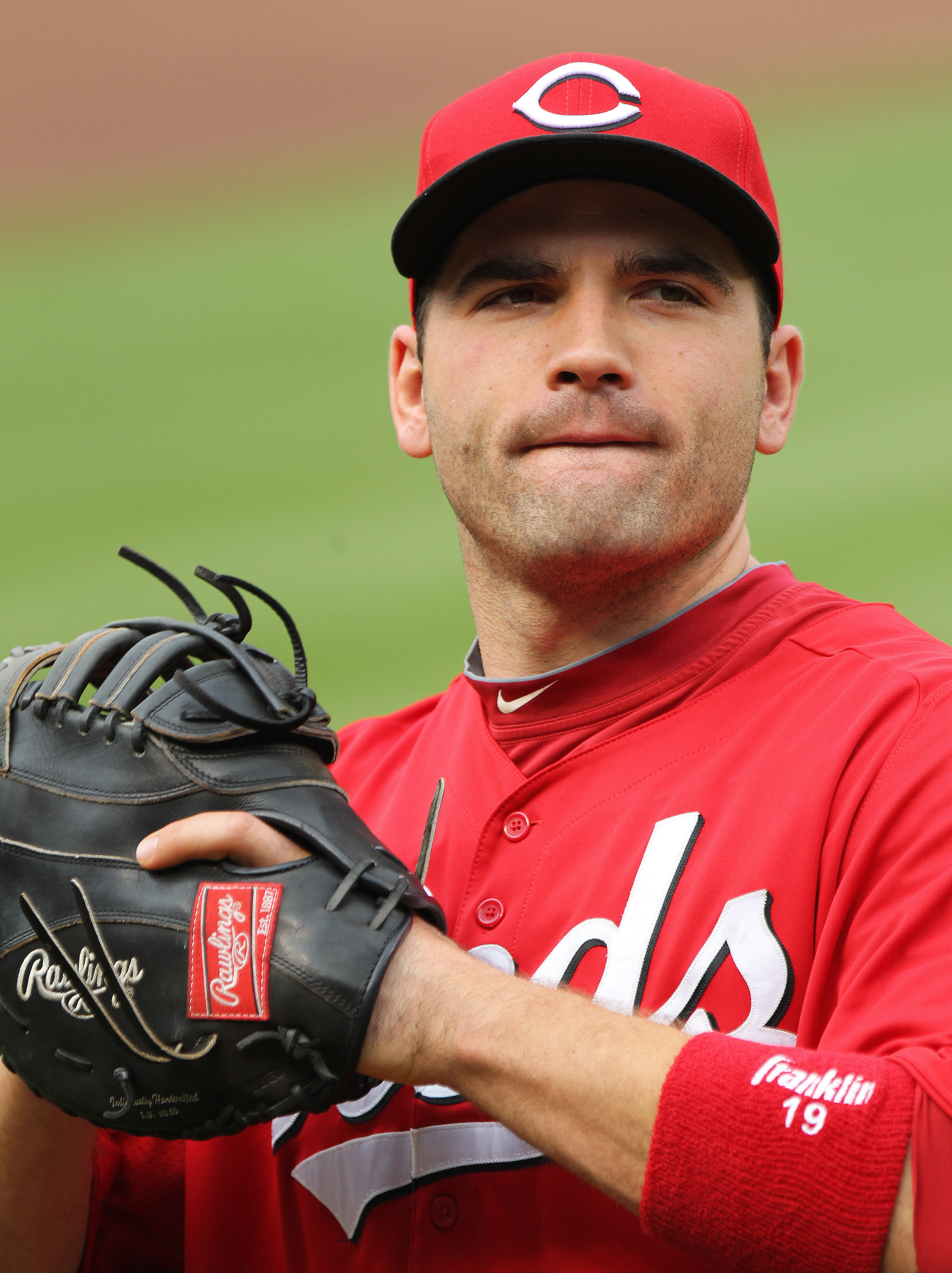
Joey Votto

| Rok  | Zawodnik           | Pozycja        | Klub                                     |
| ---- | ------------------ | -------------- | ---------------------------------------- |
| 1984 | Terry Puhl         | miotacz        | Houston Astros                           |
| 1985 | Dave Shipanoff     | miotacz        | Philadelphia Phillies                    |
| 1986 | Rob Ducey          | zapolowyr      | Ventura County Gulls / Knoxville Smokies |
| 1987 | Larry Walker       | zapolowy       | Jacksonville Expos                       |
| 1988 | Kevin Reimer       | zapolowy       | Texas Rangers                            |
| 1989 | Steve Wilson       | miotacz        | Chicago Cubs                             |
| 1990 | Larry Walker (2)   | zapolowy       | Montreal Expos                           |
| 1991 | Daniel Brabant     | miotacz        | Reprezentacja Kanady w baseballu         |
| 1992 | Larry Walker (3)   | zapolowy       | Montreal Expos                           |
| 1993 | Rob Butler         | zapolowy       | Toronto Blue Jays                        |
| 1994 | Larry Walker (4)   | zapolowy       | Colorado Rockies                         |
| 1995 | Larry Walker (5)   | zapolowy       | Colorado Rockies                         |
| 1996 | Jason Dickson      | miotacz        | California Angels                        |
| 1997 | Larry Walker (6)   | zapolowy       | Colorado Rockies                         |
| 1998 | Larry Walker (7)   | zapolowy       | Colorado Rockies                         |
| 1999 | Jeff Zimmerman     | miotacz        | Texas Rangers                            |
| 2000 | Ryan Dempster      | miotacz        | Florida Marlins                          |
| 2001 | Corey Koskie       | trzeciobazowy  | Minnesota Twins                          |
| 2001 | Larry Walker (8)   | zapolowy       | Colorado Rockies                         |
| 2002 | Éric Gagné         | miotacz        | Los Angeles Dodgers                      |
| 2002 | Larry Walker (9)   | zapolowy       | Colorado Rockies                         |
| 2003 | Éric Gagné (2)     | miotacz        | Los Angeles Dodgers                      |
| 2004 | Jason Bay          | zapolowy       | Pittsburgh Pirates                       |
| 2005 | Jason Bay (2)      | zapolowy       | Pittsburgh Pirates                       |
| 2006 | Justin Morneau     | pierwszobazowy | Minnesota Twins                          |
| 2007 | Russell Martin     | łapacz         | Los Angeles Dodgers                      |
| 2008 | Justin Morneau (2) | pierwszobazowy | Minnesota Twins                          |
| 2009 | Jason Bay (3)      | zapolowy       | Boston Red Sox                           |
| 2010 | Joey Votto         | pierwszobazowy | Cincinnati Reds                          |
| 2011 | Joey Votto (2)     | pierwszobazowy | Cincinnati Reds                          |
| 2011 | John Axford        | miotacz        | Milwaukee Brewers                        |
| 2012 | Joey Votto (3)     | pierwszobazowy | Cincinnati Reds                          |
| 2013 | Joey Votto (4)     | pierwszobazowy | Cincinnati Reds                          |
| 2014 | Justin Morneau (3) | pierwszobazowy | Colorado Rockies                         |
| 2015 | Joey Votto (5)     | pierwszobazowy | Cincinnati Reds                          |
| 2016 | Joey Votto (6)     | pierwszobazowy | Cincinnati Reds                          |